# Piriápolis Fútbol Club
El Piriápolis Fútbol Club, conegut com a Piriápolis, és un club esportiu uruguaià, amb destac a futbol de la ciutat de Piriápolis, al departament de Maldonado.
El club fou fundat en 1924 amb el nóm de Club Atlético Piriápolis, tenint diverses modalitats esportives, principalment en el futbol, tant que el 1939, el club canvia per al seu nom actual, disputant competicions locals. El 1951, el club participa de la primera edició de la Lliga de la Zona Oest, on va guanyar per 17 vegades. Actualment disputeix aquesta lliga i fa rivalitat local amb el Tabaré Piriápolis.

## Palmarès
- Lliga de futbol de la Zona Oest: 17

1975, 1976, 1977, 1979, 1983, 1989, 1991, 1994, 1995, 1997, 2003, 2006, 2012, 2014, 2016, 2018, 2020
- Departamental de Maldonado: 2

1958, 1995
- Torneig Federal: 3

1995, 1996, 1997